# 匡智翠林晨崗學校
匡智翠林晨崗學校（英語：Hong Chi Morninghill School, Tsui Lam）是香港的一所特殊學校，位於新界將軍澳翠林邨。

## 歷史
1973年，該學校以「油塘晨崗學校」和分別作為中文和英文的學校名稱創立，此校的辦學團體由香港弱智人士服務協進會創辦，其校址位於九龍油塘高超道邨學校第一座。
1990年代初，此校從九龍油塘高超道邨遷往新界將軍澳翠林邨，其學校名稱將中文名稱的「油塘晨崗學校」和英文名稱的分別更名為「翠林晨崗學校」和。
1997年11月，為配合此校的辦學團體「香港弱智人士服務協進會」更名為「匡智會」，其學校名稱將中文名稱的「翠林晨崗學校」和英文名稱的分別更名為「匡智翠林晨崗學校」和。

## 工程項目
2003-2005年，（第一期）學校正式進行改善及擴建工程，由三樓學校設有一樓社工室外陽台，擴大及翻新成四樓及西翼新校舍。分別為：西翼（二樓：圖書室設卓閱角、課室及毅進工場；三樓禮室附屬舞台，設有側台輪椅升降機，另設更衣室），四樓設有平台、會議室、電腦教學室、舞蹈室等，叧設升降機及暢通易達洗手間（傷殘人士洗手間）。
2017-2019年，（第二期）學校正式進行優化工程。把燒烤場、小型繩網陣等清拆工程，重建一座一層樓高的小型校舍，共3間課室、另設醫療室及洗手間，屋頂另設綠化花園、連走廊設有玻璃頂、斜台和護欄。另外地下設計與科技室、怡晴軒等及四樓悠閑天地正進行翻新工程。

## 設施
學校環境優美翠綠，除有11個標準課室外，尚有禮堂、圖書館、輔導室、自閉症資源教學室、個別學習工作間、毅進工場（職場工作）、卓閱角（故事室）、悠閑天地（社交遊戲區）、兒童遊樂場、2個電腦室、音樂室、視覺藝術室、家政室、設計與科技室、社工室、言語治療室、多用途室、會議室及怡情軒（家長工作間）等。
校舍設有空氣調節，除籃球場及雨天操場外，為學生提供優良的學習及活動環境。

## 校友
陳睿琳：中國香港殘奧游泳代表隊，2024年夏季殘疾人奧林匹克運動會中國香港代表團，100米蝶泳奪得銀牌。

### 其他參考
1. 行政長官卓越教學獎「個別學習計劃」獲亞洲電視「通識小學堂」訪問（页面存档备份，存于）. Youtube. [24-2-2012]
2. 香港電台到訪本校錄製特備節目:卓越教室(港台電視31)(一小時版本節目). 香港電台. [25-8-2014]

## 外部連結
- 匡智翠林晨崗學校官方網站（页面存档备份，存于）
- 家庭與學校合作事宜委員會相關網站 - 匡智翠林晨崗學校（页面存档备份，存于）